# M-55S
M-55S či T-55S1 je hlavní bitevní tank slovinského původu vzniklý modernizací sovětského typu T-55. První exempláře byly přijaty do výzbroje Slovinské armády koncem roku 1997.

## Historie
V druhé polovině 90. let 20. století zahájilo Slovinsko program modernizace svých starých T-55 vyzbrojených 100mm kanónem D-10T na nový standard, místně známý jako M-55 S1. Modernizace se týkala zvýšení mobility, ochrany a zejména výzbroje, nahrazením původní hlavní zbraně vozidla účinnějším 105mm kanónem L7, s počítačovým systémem řízení palby. Některé systémy byly navrženy a vyrobeny ve Slovinsku, zejména z oblasti optiky, například zaměřovací systém Fotona SGS-55, jiné díly byly dodávány ze zahraničí, včetně Izraele, například dynamické pancéřování od firmy Rafael Advanced Defense Systems. Modernizováno bylo i pojezdové ústrojí a spojovací vybavení vozidla.

## Nasazení
Slovinsko mělo v provozu přibližně 55 T-55, z nichž 30 bylo modernizováno na standard M-55S. Na podzim 2022 bylo 28 vozidel poskytnuto Ukrajině na obranu proti ruskému útoku. Dle nezávislého webu Oryx ztratila Ukrajina k listopadu 2024 dle volně dostupné fotodokumentace nejméně jeden M-55S a další byl poškozen.

## Uživatelé

### Současní uživatelé
- Ukrajina
  - Ukrajinské pozemní síly (dodány Slovinskem)

### Bývalí uživatelé
- Slovinsko
  - Slovinská armáda